# Dasyhelea tecticola
Dasyhelea tecticola är en tvåvingeart som beskrevs av Remmert 1953. Dasyhelea tecticola ingår i släktet Dasyhelea och familjen svidknott. Inga underarter finns listade i Catalogue of Life.